# Anna Maillard
Anna Maillard, née le 28 septembre 1991 à Castillon (Pyrénées-Atlantiques), est une joueuse de pétanque française. 

## Biographie
Elle est droitière et se positionne en pointeuse et milieu.

## Clubs
- 2001 - 2005 : ABC Mourenx (Pyrénées Atlantique)
- 2006 - 2008 : Pasteur à Pau (Pyrénées Atlantique)
- 2009 - 2012 : Cahors Sport Pétanque (Lot)
- 2013 - en cours : Gourdon Pétanque (Lot)

## Palmarès
Palmarès, :

### Jeunes

#### Championnats d'Europe
Championne d'Europe
- Triplette espoirs 2013 (avec Audrey Bandiera, Morgane Bacon et Anaïs Lapoutge) :  Équipe de France

Finaliste
- Triplette espoirs 2009 (avec Ludivine d'Isidoro, Nadège Baussian et Kelly Fuchès) :  Équipe de France
- Triplette espoirs 2011 (avec Céline Baron, Nadège Baussian et Maryline Cegarra) :  Équipe de France

### Séniors

#### Championnats du Monde
Championne du Monde
- Triplette 2017 (avec Angélique Colombet, Charlotte Darodes et Caroline Bourriaud) :  Équipe de France

Finaliste
- Triplette 2009 (avec Audrey Bandiera, Angélique Colombet et Marie-Christine Virebayre) :  Équipe de France
- Triplette 2013 (avec Ludivine d'Isidoro, Angélique Colombet et Marie-Christine Virebayre) :  Équipe de France 2
- Triplette 2021 (avec Charlotte Darodes, Cindy Peyrot et Emma Picard) :  Équipe de France[4]

Troisième
- Triplette 2011 (avec Ludivine d'Isidoro, Angélique Colombet et Marie-Christine Virebayre) :  Équipe de France
- Triplette 2019 (avec Audrey Bandiera, Sandrine Herlem et Daisy Frigara) :  Équipe de France

#### Jeux mondiaux
Troisième
- Doublette 2017 (avec Caroline Bourriaud) :  Équipe de France à Wrocław[5].

#### Coupe des Confédérations
Vainqueur
- Triplette 2010 (avec Ludivine d'Isidoro, Angélique Colombet et Marie-Christine Virebayre) :  Équipe de France

#### Championnats d'Europe
Championne d'Europe
- Triplette 2010 (avec Ludivine d'Isidoro, Angélique Colombet et Marie-Christine Virebayre) :  Équipe de France
- Triplette 2012 (avec Angélique Colombet, Nelly Peyré et Marie-Angèle Germain) :  Équipe de France
- Triplette 2016 (avec Ludivine d'Isidoro, Angélique Colombet et Cindy Peyrot) :  Équipe de France
- Triplette 2018 (avec Angélique Colombet, Charlotte Darodes et Daisy Frigara) :  Équipe de France

#### Jeux méditerranéens
Troisième
- Doublette 2013 (avec Angélique Colombet):  Équipe de France

#### Championnats de France
Championne de France
- Triplette 2010 (avec Josiane Sagaz et Nadège Baussian) : Cahors Sport Pétanque
- Doublette 2018 (avec Nadège Baussian) : Gourdon Pétanque
- Doublette 2025 (avec Cindy Peyrot) : Var

Finaliste
- Doublette 2010 (avec Nadège Baussian) : Cahors Sport Pétanque
- Triplette 2015 (avec Nadège Baussian et Florence Schopp) : Gourdon Pétanque
- Triplette 2024 (avec Cindy Peyrot et Sandrine Poinsot) : Var
- Triplette 2025 (avec Cindy Peyrot et Sandrine Poinsot) : Var

#### Mondial La Marseillaise
Finaliste
- Triplette 2011 (avec Nadège Baussian et Marie-Christine Virebayre)

#### Millau

##### Mondial à pétanque de Millau (2003-2015)
Vainqueur
- Triplette 2012 (avec Florence Schopp et Jessica Tronche)
- Doublette 2014 (avec Audrey Bandiera)

#### Passion Pétanque Française (PPF)
Finaliste
- Triplette 2022 (avec Cindy Peyrot et Aurelia Blazquez Ruiz)[6]

#### EuroPétanque de Nice
Vainqueur
- Triplette 2013 (avec Nelly Peyré et Anaïs Lapoutge)